# Aeroportul Internațional Cap. FAP José A. Quiñones Gonzáles
Aeroportul Internațional Cap. FAP José A. Quiñones Gonzáles (IATA: CIX, ICAO: SPHI) este un aeroport din Chiclayo, Departamento de Lambayeque⁠(d), Peru ce deservește zona Chiclayo. Aeroportul a fost tranzitat în 2022 de 602.069 de pasageri. A fost numit după José Abelardo Quiñones Gonzáles⁠(d).
Situat la o altitudine de 30 m, aeroportul dispune de o singură pistă. Este operat de Aeropuertos del Perú⁠(d).